# 玄相允
玄相允（韓語：현상윤，1893年6月14日—1950年9月15日），朝鮮日治時期和韩国的教育家、哲学家，雅号幾堂（기당）。首位获得韩国国内大学文学博士学位的人物。高丽大学首任校长。1950年朝鲜战争中被绑架，被推测已死亡，详细的死因不明。

## 生平
平安北道定州郡出生。就读新民会在平壤设立的大成学校、普成中学，1918年日本早稻田大学毕业。回国任中央高等普通学校教师，与中央高中校长宋镇禹参加1919年3.1运动，是48人民族代表中的一名。
太平洋战争末期，由于在日治時期留下的多数是亲日的文章，在2008年公布的民族问题研究所的《亲日人名辞典》收录预定者名单中，选定在教育/学术领域中。但是他在1940年创氏改名时，拒绝改为日本姓氏。
韩国光复后，未参与政治活动，专心教育。担任高丽大学的前身普成专门学校校长后，学校升为高丽大学并任首任校长。1948年3月被美国军政厅任命为中央选举委员会委员。
1950年朝鲜战争爆发，被北韩绑架，在黄海道无正式活动记录，有傳玄相允在1950年9月美军轰炸時死亡。
由于无法得知行踪，1953年3月25日高丽大学以他的《朝鲜儒学史》授予他文学博士学位，这是韩国国内大学授予博士学位最初记录。
他的孙子是东洋集团总裁玄在贤。目前，他的遗骸安葬在平壤市龙城地区的“在北人士墓地”。

## 著作
- 朝鮮儒學史（조선유학사）
- 韩国思想史（한국사상사）
- 幾堂玄相允全集（기당현상윤전집）